# Lor (Syunik)
Lor (in armeno Լոր) è un comune di 420 abitanti (2010) della Provincia di Syunik in Armenia.